# Фазаново
Фаза̀ново е бившо село в Югоизточна България, община Царево, област Бургас, сега квартал на село Велика, община Царево, област Бургас.

## География
Квартал Фазаново се намира на около 39 km юг-югоизточно от центъра на областния град Бургас, около 11 km запад-северозападно от общинския център Царево, около 6 km югозападно от град Китен и около 8 km юг-югозападно от град Приморско. Разположено е в североизточните разклонения на странджанския планински рид Босна, на около 1,3 km северозападно от река Оряшка, която се влива в Черно море под името Китенска река (бивше Караагач). Надморската височина в селото при църквата „Света Марина“ е около 109 m, а общият наклон на терена му е приблизително на североизток.
Общински път води на изток от Фазаново през село Велика до връзка с второкласния републикански път II-99 и село Лозенец, а на югозапад – до връзка в село Визица с третокласния републикански път III-907.
Землището на квартал Фазаново граничи със землищата на: град Китен на север; село Лозенец на североизток; село Велика на югоизток; село Кондолово на юг; село Визица на югозапад; село Писменово на запад и северозапад.
Населението на тогавашното село Фазаново, наброявало 145 души при преброяването към 1934 г. и 340 към 1956 г., намалява до 110 към 1975 г. и 37 (по текущата демографска статистика за населението) към 2021 г.
При преброяването на населението към 1 февруари 2011 г., от обща численост 33 лица, за 29 лица е посочена принадлежност към „българска“ етническа група и за 4 – „не отговорили“.
През 2025 година, селото се закрива чрез решение на Министерски Съвет, като то става квартал на село Велика със същото име.

## История
До 1923 година на мястото на селото съществуват колибите Урузово, признати на 9 март 1923 година за самостоятелно село, наречено Стамболийски. На 2 ноември 1923 година селото е преименувано на Урузово, а през 1950 година – на Фазаново.

## Обществени институции
Изпълнителната власт в село Фазаново към 2025 г. се упражнява от кметския наместник на село Велика.
В село Фазаново има:
- действало към 2018 г. читалище „Фазаново – 2017“;[6][7]
- православна църква „Света Марина“;[8]

## Редовни събития
Съборът на село Фазаново е на 17 юли – денят на Света Марина.